# Arizona (ort i Argentina)
Arizona är en ort i Argentina.   Den ligger i provinsen San Luis, i den centrala delen av landet, 600 kilometer väster om huvudstaden Buenos Aires. Arizona ligger 315 meter över havet och antalet invånare är 1 040.
Terrängen runt Arizona är mycket platt. Trakten runt Arizona är nära nog obefolkad, med mindre än två invånare per kvadratkilometer.. Arizona är det största samhället i trakten.
Omgivningarna runt Arizona är i huvudsak ett öppet busklandskap.